# Ánh sáng núi Brown
Ánh sáng trên núi Brown (tiếng Anh: Brown Mountain Lights) là một loạt các đèn ma được báo cáo gần núi Brown ở North Carolina. Các nhà khoa học đặt tên cho những quầng sáng ở đỉnh núi Brown là "ignis fatuus" (có nghĩa là những đốm lửa ngốc nghếch) vì khi bay, chúng nhìn rất vô định. Đó là những ánh sáng bất thường lơ lửng trong không trung xuất hiện trên núi Brown. Kể từ khi đường cao tốc Blue Ridge Parkway được xây dựng, nhiều người báo cáo về việc nhìn thấy ánh sáng kỳ lạ bay lượn trên ngọn núi này. Vị trí thuận lợi để quan sát ánh sáng này là từ mốc 310 ở Brown Mountain Overlook và tại mốc 181. Ở hai địa điểm này, người ta đều đặt những tấm biển chú thích về Mountain Lights Brown.

## Truyền thuyết

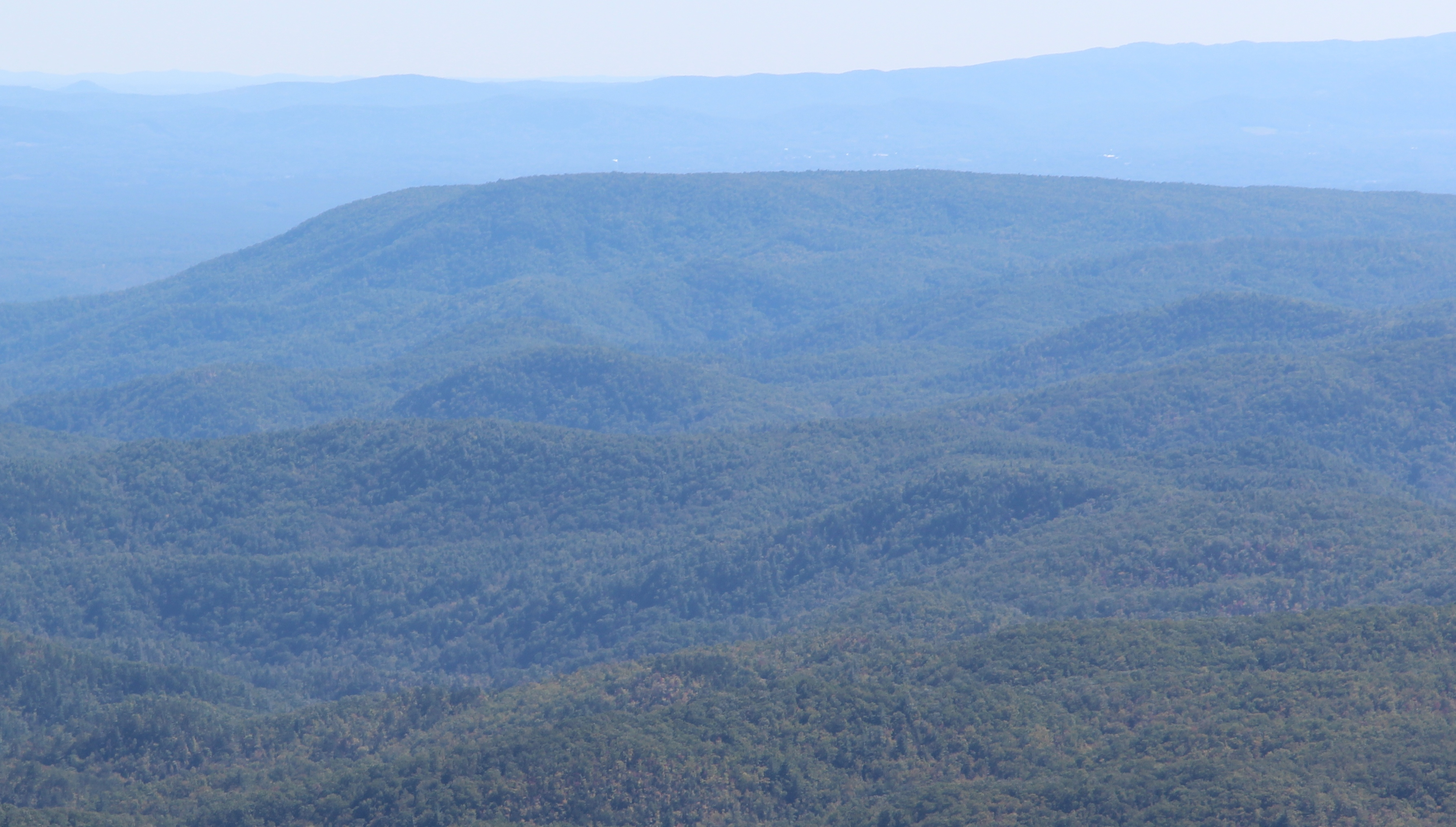
Núi Brown

Theo truyền thuyết, vào năm 1800, một chủ trang trại đã từng sinh sống ở đây. Ông ấy đối đãi rất tốt với một nô lệ và nô lệ này cũng rất trung thành với ông. Một đêm, hai người cầm đèn đi lên núi Brown săn cáo, nhưng rồi họ đã không bao giờ trở về. Theo lời đồn thổi, linh hồn của họ mãi mãi ở lại ngọn núi Brown. Những ánh sáng kỳ lạ mà người dân nhìn thấy hằng đêm chính là ánh đèn mà người nô lệ đang soi đường cho chủ nhân của mình đi săn.
Nhưng truyền thuyết xưa nhất nói về những ánh sáng này đã có từ thế kỷ XII qua những câu chuyện truyền miệng của người dân bản địa. Những người thổ dân Indian gồm hai tộc người Cherokee và Catawba là những người đầu tiên chứng kiến và ghi chép về hiện tượng những đốm sáng ở núi Brown. Theo truyền thuyết của người dân bản địa, vào năm 1200 đã xảy ra chiến tranh giữa hai tộc người Indian có tên là Cherokee và Catawba, rất nhiều chiến binh của hai bên đã tử trận. Về đêm xuống, những người vợ của các chiến binh thắp đèn vào bãi chiến trường để tìm thi thể người chồng của họ, đó chính là lời giải thích của họ về những ánh sáng trên núi.
Cũng có một vài câu chuyện nhắc đến các hiện tượng ánh sáng này. Theo người dân địa phương kể lại, có một người đàn ông đã giết vợ con rồi đem xác chôn trong một chiếc hang bí mật trên đỉnh Brown. Từ đó, không hiểu vì sao cứ xuất hiện những đốm sáng bay trước cửa hang, người dân tìm thấy xác của họ và kết tội hung thủ.

## Nghiên cứu
Vẫn tiếp tục có những báo cáo về ánh sáng kì lạ, và một nghiên cứu chính thức hơn của Cục Khảo sát Địa chất Hoa Kỳ (USGS) đã bắt đầu vào năm 1922, trong đó khẳng định rằng các nhân chứng đã xác định nhầm đèn tàu xe, các đám cháy hoặc các nguồn sáng tĩnh trên mặt đất khác. Tuy nhiên, theo một nhân chứng tại vùng Blue Ridge Parkway, một trận lụt lớn đã xảy ra ngay sau khi nghiên cứu của USGS hoàn thành; làm cho toàn bộ năng lượng điện bị mất và tàu hỏa không thể hoạt động trong một khoảng thời gian sau đó. Một số cây cầu, ô tô cũng bị cuốn trôi. Tuy vậy, ánh sáng núi Brown vẫn tiếp tục xuất hiện.